# برگولو
برگولو (به ایتالیایی: Bergolo) یک کومونه در ایتالیا است که در استان کونیو واقع شده‌است.

## خصوصیات
برگولو ۳٫۰ کیلومترمربع مساحت و ۸۰ نفر جمعیت دارد و ۶۱۶ متر بالاتر از سطح دریا واقع شده‌است.